# FM (groupe canadien)
Pour les articles homonymes, voir FM.
FM est un groupe canadien de rock, originaire de Toronto, en Ontario. Il est formé par Cameron Hawkins et Jeff Plewman (renommé Nash the Slash). Le groupe a existé de 1976 à 1989, de 1994 à 1996, en 2006 et depuis 2011. Ils ont connu des périodes d'inactivité au cours de leur existence. Leur style musical est catégorisé de space rock, et les paroles sont dominées par des thèmes de science-fiction. En novembre 2011, Hawkins reforme le groupe avec deux nouveaux membres.

## Histoire

### Débuts et séparation
La formation originale du groupe en 1976 était composée de deux personnes : Cameron Hawkins au synthétiseur, à la guitare basse occasionnelle et au chant, et Jeff Plewman (plus tard connu sous le nom de Nash the Slash) au violon électrique, à la mandoline électrique et au chant. Le groupe n'utilisait aucune guitare. Le duo s'est rencontré pour la première fois en jouant avec un groupe appelé Clear.
Le groupe enregistre pour la première fois en juillet 1976. Quelques mois plus tard, TVOntario enregistre une performance en studio pour l'émission Night Music Concert, diffusée pour la première fois le 3 novembre 1976. Il est très probable qu'il s'agisse également de la date d'enregistrement. L'émission d'une demi-heure, diffusée sans pause publicitaire, présentait le groupe jouant trois longs morceaux : Phasors on Stun, One O'Clock Tomorrow et Black Noise. Elle comprenait également une biographie absurde du groupe ressemblant à de la poésie d'association libre, récitée par David Pritchard (musicien de musique électronique, producteur et DJ sur CHUM-FM dans les années 1960-1970), accompagnée d'une musique électronique de fond et d'un collage de photos et d'œuvres d'art de Paul Till, apparaissant entre la première et la deuxième chanson. Ni cette musique, ni aucune performance de la formation originale de deux personnes n'ont été publiées sur un album avant 2001. La première performance publique de FM a lieu en novembre 1976 à la galerie d'art A Space à Toronto, peu après la première diffusion de l'émission télévisée.
En 1989, FM se compose de Hawkins et Brierly, renforcés par les nouveaux membres Martin Shaw (également connu sous le nom de Marty Warsh) à la mandoline et au violon et le batteur Paul Marangoni. Les informations sur ce groupe sont rares, et bien que Marangoni ait déclaré que ce groupe avait l'intention d'enregistrer, il se sépare au début des années 1990. Marangoni a depuis partagé des images de cette formation sur YouTube.

### Retours sporadiques
En 2006, FM se reforme pour une performance live au NEARfest à Bethlehem, en Pennsylvanie, aux États-Unis le 24 juin, et a également donné un concert avant cela à Toronto le 16 juin. La nouvelle formation incluait le musicien italien Claudio Vena au violon électrique et à la mandoline électrique. De nouveaux enregistrements CD et DVD de cette formation ont été publiés, et le site web du groupe n'a pas été mis à jour depuis 2006.
En 2010, Martin Deller publie une vidéo sur YouTube, annonçant des leçons de batterie et d'enregistrement. La vidéo consiste en des clips de la performance de NEARfest 2006 qui est également mentionnée comme étant une sortie prochaine.
Le premier album studio de FM en 28 ans, Transformation, sort en avril 2015 via Esoteric/Cherry Red Recordings. La formation était composée de Hawkins (basse, claviers), Paul DeLong (batterie), Edward Bernard (alto, mandoline), et Aaron Solomon (violon).

## Discographie

### Albums studio
- 1977 : Black Noise
- 1978 : Direct to Disc (réédité sous le titre Head Room en 1980, avec différents passages sur certains morceaux)
- 1979 : Surveillance
- 1980 : City of Fear
- 1985 : Con-Test
- 1987 : Tonight (1987)
- 2015 : Transformation

### Albums live
- 1995 : RetroActive
- 2001 : Lost in Space
- 2014 : Live @ NEARfest 2006

### Singles
- 1978 : Phasors on Stun / Dialing for Dharma (Passport Records)
- 1979 : Shapes of Things (Arista Records)
- 1985 : Just Like You (Quality Records, 38e place des charts canadiens)
- 1986 : All of the Dreams (86e place des charts canadiens)
- 1986 : Why Don't You Take It / Just Like You (MCA Records)
- 1986 : Why Don't You Take It (Flight Mix) / Just Like You (Fun Mix) (MCA Records)
- 1987 : She Does What She Wants
- 1987 : Good Vibrations / Good Vibrations (instrumental)
- 1987 : Dream Girl / The Real Thing
- 1988 : Magic (in Your Eyes) / I'm Not Mad (Ready for the World)
- 1988 : She Does What She Wants / She Does What She Wants (Front and Main Mix, A cappella version)
- 1995 : Hideaway / Hideaway (Edited for broadcast)